# Гельмут Кунц
Гельмут Кунц (нім. Helmut Kunz; 26 вересня 1910, Еттлінген, Німецька імперія — 1976, Штутгарт, ФРН) — німецький лікар-стоматолог, штурмбанфюрер СС (1 вересня 1944).

## Біографія
Гельмут Кунц народився в 1910 році в місті Еттлінген землі Баден. Спочатку він вивчав юриспруденцію, потім медицину за фахом стоматологія. У 1936 році відкрив зуболікарську практику в Лука, на південь від Лейпцига.
Член СС з 1936 р (посвідчення № 284 787) і член НСДАП з 1 травня 1937 року (квиток № 5 104 323).
З 1939 р служив офіцером санітарного батальйону дивізії СС «Мертва голова». Наприкінці 1941 року отримав важке поранення. Після одужання був призначений молодшим помічником головного лікаря стоматологічної служби СС і поліції бригадефюрера СС Гуго Блашке.
З 23 квітня 1945 року працював лікарем у госпіталі, організованому на території колишньої рейхсканцелярії.
1 травня 1945 року зробив ін'єкції морфію дітям Йозефа Геббельса і його дружини Магди, після чого, через деякий час вони були отруєні капсулами з синильною кислотою.
2 травня 1945 був узятий в полон частинами Червоної армії. За вироком військового трибуналу Московського військового округу від 13 лютого 1952 року засуджений на 25 років позбавлення волі. 4 жовтня 1955 року достроково звільнений з місць позбавлення волі, і 29 жовтня того ж року, переданий владі ФРН.

## Нагороди
- Кільце «Мертва голова»
- Почесна шпага рейхсфюрера СС
- Штурмовий піхотний знак в сріблі
- Залізний хрест 2-го класу
- Нагрудний знак «За поранення» в чорному
- Хрест Воєнних заслуг 2-го класу з мечами